# سيكان ستانكوفيتش
سيكان ستانكوفيتش (بالألمانية: Cican Stankovic) (4 نوفمبر 1992 ببيه لينا في البوسنة والهرسك - ) هو لاعب كرة قدم بوسني ونمساوي في مركز حراسة المرمى. شارك مع منتخب النمسا تحت 21 سنة لكرة القدم. أما مع النوادي، فقد لعب مع نادي ريد بل سالزبورغ ونادي غروديغ وSV Horn ‏.

## وصلات خارجية
- سيكان ستانكوفيتش على موقع الاتحاد الأوربي (الإنجليزية)
- سيكان ستانكوفيتش على موقع قاعدة بيانات كرة القدم.إي يو (الإنجليزية)
- سيكان ستانكوفيتش على موقع ناشيونال فوتبول تيمز (الإنجليزية)
- سيكان ستانكوفيتش على موقع Soccerway.com (الإنجليزية)
- سيكان ستانكوفيتش على موقع عالم كرة القدم.نت (الإنجليزية)
- سيكان ستانكوفيتش على موقع AS.com (الإسبانية)